# Richard Priman
Richard „Dick“ Priman (* 19. November 1952) ist ein ehemaliger australischer Diskuswerfer.
Bei den Commonwealth Games wurde er 1978 in Edmonton Achter und 1982 in Brisbane Siebter.
1974 und 1977 wurde er Australischer Meister. Seine persönliche Bestleistung von 56,96 m stellte er am 4. Juni 1978 in Brisbane auf.